# Claro Open Colsanitas 2015
Il Claro Open Colsanitas 2015 è stato un torneo femminile di tennis giocato sulla terra rossa. È stata la 18ª edizione del Claro Open Colsanitas, che fa parte della categoria International nell'ambito del WTA Tour 2015. Si è giocato al Centro De Alto Rendimento di Bogotà in Colombia, dal 13 al 19 aprile 2015.

## Partecipanti

### Teste di serie
| Nazionalità | Giocatrice          | Ranking* | Testa di serie |
| ----------- | ------------------- | -------- | -------------- |
| Ucraina     | Elina Svitolina     | 29       | 1              |
| Porto Rico  | Mónica Puig         | 51       | 2              |
| Croazia     | Ajla Tomljanović    | 60       | 3              |
| Italia      | Francesca Schiavone | 69       | 4              |
| Kazakistan  | Jaroslava Švedova   | 78       | 5              |
| Stati Uniti | Shelby Rogers       | 80       | 6              |
| Ungheria    | Tímea Babos         | 87       | 7              |
| Stati Uniti | Irina Falconi       | 88       | 8              |

- Ranking al 6 aprile 2015.

### Altre partecipanti
Giocatrici che hanno ricevuto una Wild card:
- María Herazo González
- Yuliana Lizarazo
- María Paulina Pérez García

Giocatrici passate dalle qualificazioni:

- Cindy Burger
- Beatriz Haddad Maia
- Nastja Kolar
- Mandy Minella
- Anastasija Rodionova
- Sachia Vickery

## Campionesse

### Singolare
Teliana Pereira ha sconfitto in finale  Jaroslava Švedova per 7–6(2), 6–1.
- È il primo titolo in carriera per la Pereira.

### Doppio
Paula Cristina Gonçalves /  Beatriz Haddad Maia hanno sconfitto in finale  Irina Falconi /  Shelby Rogers per 6–3, 3–6, [10–6].